# Louis Fieser

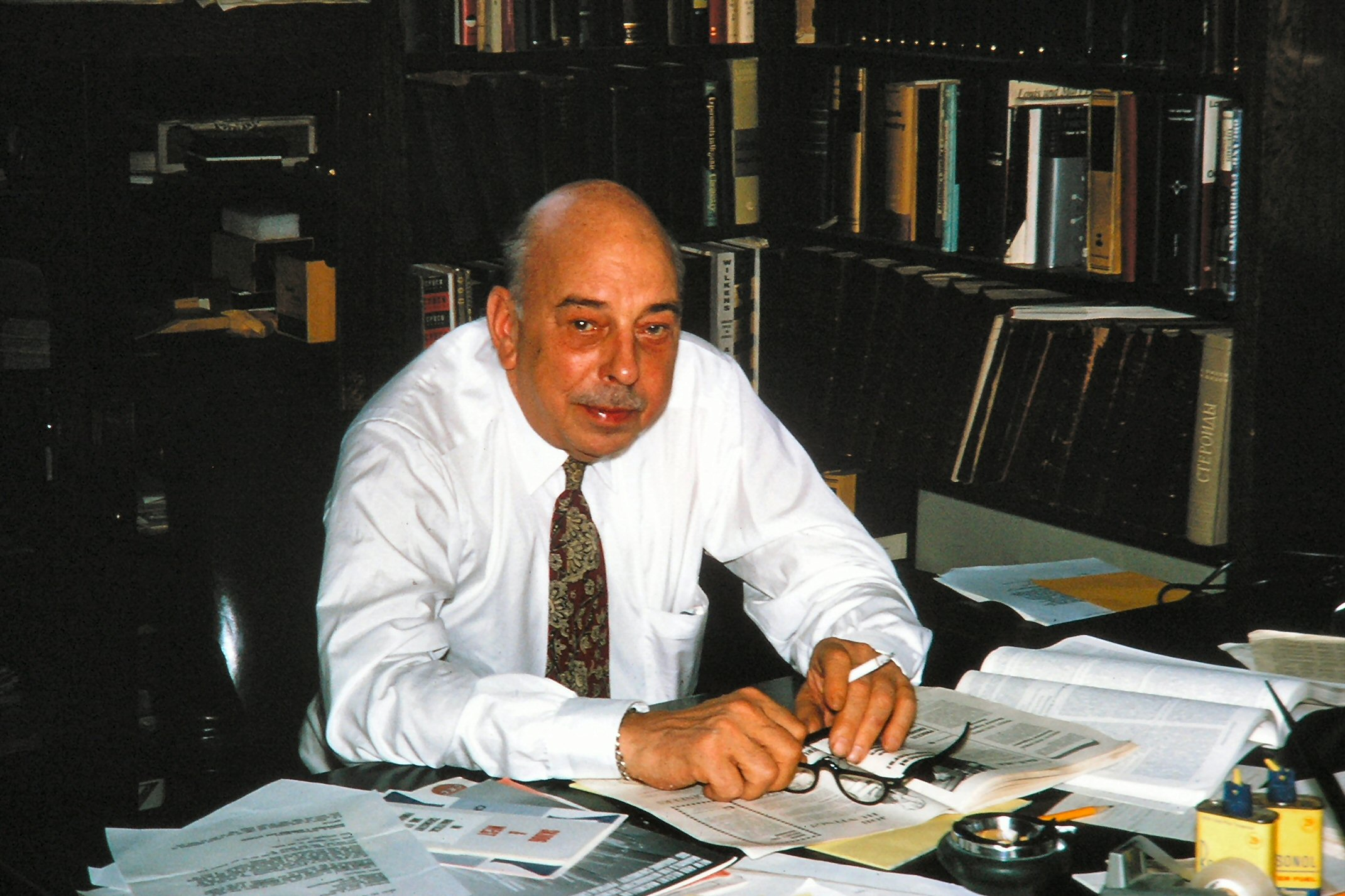
Louis Fieser (jeszcze z papierosem) w 1965

Louis Frederick Fieser (ur. 7 kwietnia 1899 w Columbus, zm. 25 lipca 1977 w Belmont) – profesor chemii organicznej na Uniwersytecie Harvarda. W 1943 stworzył na potrzeby wojska skuteczną bojowo postać środka zapalającego o nazwie napalm. Pracował nad czynnikami krzepnięcia krwi (między innymi opracował metodę syntezy witaminy K), nad benzochinonami jako lekami przeciwmalarycznymi, nad sterydami (co doprowadziło do opracowania syntezy kortyzonu), a także badał własności wielopierścieniowych węglowodorów aromatycznych.

## Życie i osiągnięcia
Fieser w 1920 ukończył studia chemiczne w Williams College z tytułem bakałarza, a w 1924, pod kierunkiem Jamesa B. Conanta, obronił doktorat na Uniwersytecie Harvarda. W swej pracy doktorskiej zajął się pomiarami potencjałów chemicznych w reakcji utleniania benzochinonu. W latach 1924–1925 Fieser pracował z Williamem H. Perkinem na Uniwersytecie Oksfordzkim i z Juliusem von Braunem na Uniwersytecie Goethego we Frankfurcie nad Menem. Od 1925 do 1930 pracował w Bryn Mawr College pod Filadelfią, gdzie poznał swoją przyszłą żonę Mary Peters, po czym wrócił na Uniwersytet Harvarda.
Z Mary, która była jego asystentką, napisał osiem książek i pierwsze siedem tomów z serii Reagents for Organic Synthesis, które nazywane były przez chemików „Fieser i Fieser”. Był również wydawcą czasopisma naukowego Organic syntheses.
Dwa odczynniki chemiczne otrzymały jego imię: odczynnik Fiesera, który jest mieszaniną tlenku chromu(IV) i kwasu octowego, oraz roztwór Fiesera, który jest wodnym roztworem wodorotlenku potasu, ditionianu sodu i soli sodowej β-sulfonianu antrachinonu, używanym do usuwania tlenu ze strumienia gazu.
W 1939 Fieser wziął udział w swego rodzaju wyścigu dotyczącym wyjaśnienia struktury witaminy K, w efekcie którego mógł on pod koniec tego roku przedstawić sposób syntezy tego związku. Fieser był nominowany do nagrody Nobla w dziedzinie fizjologii lub medycyny w 1941 i 1942 (nagród wtedy nie przyznano), a w 1943 nagrodę za odkrycie witaminy K przyznano komuś innemu.
W 1962 był członkiem Komitetu Doradczego Naczelnego Lekarza Kraju, który w 1964 opublikował raport o wpływie palenia tytoniu na zdrowie. Fieser był nałogowym palaczem i dopiero w 1965, gdy wykryto u niego raka płuc, zaczął aktywnie promować wnioski komitetu.
Podczas II wojny światowej brał udział w przygotowaniach do realizacji projektu X-Ray, w ramach którego miano zrzucić wielką liczbę nietoperzy z podwieszonymi małymi bombami zapalającymi na Japonię i wywołać tym sposobem liczne pożary.
W trakcie II wojny światowej koncern Dow Chemical zaczął produkować zżelowaną benzynę według jego przepisu. Mimo pożaru bazy lotniczej na południowym zachodzie Stanów Zjednoczonych w wyniku przypadkowej utraty kontroli nad pewną liczbą uzbrojonych nietoperzy (za co Fieser był częściowo odpowiedzialny), aż do wojny wietnamskiej używanie napalmu nie wzbudzało sprzeciwów (z biegiem czasu zaczęło to jednak być coraz bardziej kontrowersyjne). Fieser nie poczuwał się do winy za swoje dzieło. Oświadczył: Nie mam prawa oceniać moralności napalmu tylko dlatego, że go wynalazłem – podobnie nie było moją winą, że uciekły mi kiedyś nietoperze.